# Enduro 3
Enduro 3, abreujat E3, és una de les tres principals categories (o classes) en què es disputa el Campionat del Món d'enduro. Juntament amb les altres dues principals (E1 i E2), fou introduïda el 2004 i venia a substituir la històrica categoria dels 500 cc 4T. Des del 2016, el millor absolut de la temporada considerant els resultats conjunts de les tres categories (E1, E2 i E3) és proclamat campió del món d'EnduroGP.

## Reglament

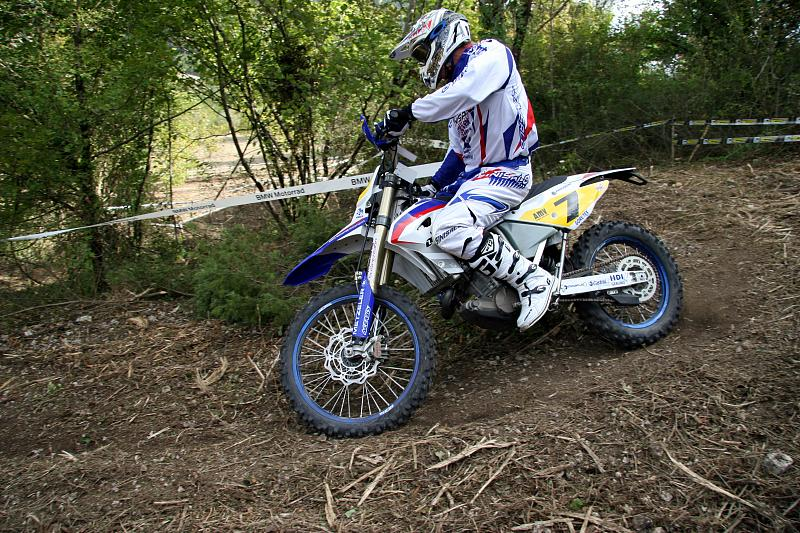
Anders Eriksson a la categoria E3 durant el mundial del 2008

La categoria ha anat variant lleugerament les seves especificacions tècniques al llarg dels anys, bàsicament pel que fa al límit inferior de cilindrada dels motors, tant els de quatre temps (4T) com els de dos temps (2T). El 2017, la categoria ser rebatejà EnduroGP i el límit de cilindrada s'igualà per a tots dos tipus de motor (ja que ambdós ofereixen ara el mateix rendiment), però el 2018 es revertí la situació. També el color de les plaques porta-números de la motocicleta es va canviar el 2017 al blanc, tot i que actualment torna a ser l'inicial, groc.
L'evolució de les reglamentacions ha estat la següent:
| Període         | Motor | Cilindrada    | Cilindrada    | Color placa              |
| Període         | Motor | De            | A             | Color placa              |
| --------------- | ----- | ------------- | ------------- | ------------------------ |
| 2004-2016       | 2T    | 290 cc        | 500 cc        | Groc amb números negres  |
| 2004-2016       | 4T    | 475 cc        | 650 cc        | Groc amb números negres  |
| 2017            | 2T    | Més de 250 cc | Més de 250 cc | Blanc amb números negres |
| 2017            | 4T    | Més de 250 cc | Més de 250 cc | Blanc amb números negres |
| 2018-Actualitat | 2T    | 256 cc        | Sense límit   | Groc amb números negres  |
| 2018-Actualitat | 4T    | 456 cc        | Sense límit   | Groc amb números negres  |

1. ↑  El 2017, la classe Enduro 3 s'anomenà EnduroGP

## Llista de campions del món
A 26 de novembre de 2024
| Any  | Campió              | Motocicleta |
| ---- | ------------------- | ----------- |
| 2004 | Samuli Aro          | KTM         |
| 2005 | David Knight        | KTM         |
| 2006 | David Knight        | KTM         |
| 2007 | Ivan Cervantes      | KTM         |
| 2008 | Samuli Aro          | KTM         |
| 2009 | Ivan Cervantes      | KTM         |
| 2010 | David Knight        | KTM         |
| 2011 | Mika Ahola          | Honda       |
| 2012 | Christophe Nambotin | KTM         |
| 2013 | Christophe Nambotin | KTM         |
| 2014 | Matthew Phillips    | KTM         |
| 2015 | Mathias Bellino     | Husqvarna   |
| 2016 | Steve Holcombe      | Beta        |
|      |                     |             |
| 2017 | Steve Holcombe      | Beta        |
|      |                     |             |
| 2018 | Steve Holcombe      | Beta        |
| 2019 | Steve Holcombe      | Beta        |
| 2020 | Bradley Freeman     | Beta        |
| 2021 | Bradley Freeman     | Beta        |
| 2022 | Bradley Freeman     | Beta        |
| 2023 | Bradley Freeman     | Beta        |
| 2024 | Bradley Freeman     | Beta        |

1. ↑  El 2017, la classe Enduro 3 s'anomenà EnduroGP

## Estadístiques

### Campions múltiples
| Pilot               | Títols |
| ------------------- | ------ |
| Bradley Freeman     | 5      |
| Steve Holcombe      | 4      |
| David Knight        | 3      |
| Ivan Cervantes      | 2      |
| Christophe Nambotin | 2      |
| Samuli Aro          | 2      |

### Títols per nacionalitat
| País       | Total |
| ---------- | ----- |
| Regne Unit | 12    |
| França     | 3     |
| Finlàndia  | 3     |
| Catalunya  | 2     |
| Austràlia  | 1     |
| Total      | 21    |

1. ↑  S'hi inclouen els pilots de l'Illa de Man

### Títols per marca
| Marca     | Títols |
| --------- | ------ |
| KTM       | 10     |
| Beta      | 9      |
| Honda     | 1      |
| Husqvarna | 1      |
| Total     | 21     |

1. ↑  S'ha comptabilitzat la marca de la motocicleta amb què el campió del món guanyà el títol aquell any.